# 馬高·華拉堤
馬高·華拉堤（義大利語：Marco Verratti，義大利語發音：[ˈmarko verˈratti]；1992年11月5日—）是一名義大利職業足球員，司職正中場，現效力於卡塔爾星級足球聯賽俱樂部杜海勒，意大利國家足球隊成員。

## 球會
實際上，出道之後的華拉堤早早地就被冠以了「派路二世」稱號，2012年夏天，包括祖雲達斯、國際米蘭、AC米蘭在內的多支意甲球隊都希望得到這位未來之星。不過，最後還是巴黎聖日耳門不惜重金將其招入麾下，據《拖連奴體育報》消息，巴黎聖日耳門為了華拉堤將投入2500萬歐元資金，其中1200萬的轉會費，年薪150萬歐元的5年合約。
加盟首季，20歲的華拉堤在巴黎聖日耳門豪華的陣容中打上主力，並隨隊奪得了2012-13年度法甲冠軍。
2022年1月23日，维拉蒂在4-0擊敗蘭斯的比賽中打進了時隔多年的法甲聯賽進球。

## 國家隊
出道時，華拉堤在意大利國家隊是重點培養的目標。
2012年8月15日，華拉堤在伯爾尼對陣英格蘭的友誼賽中首次代表意大利國家足球隊出場。
在2013年2月，荷蘭對戰意大利，下半場補時階段，華拉堤射入於國家隊的處子入球，幫助意大利扳平，兩隊最終1-1握手言和。
2014年6月，维拉蒂代表意大利参加2014年巴西世界杯。
2021年6月20日，儘管之前膝傷，維拉蒂趕上了2020年歐洲國家盃，於對陣威爾斯的比賽上場，並為意大利隊增添了一流的實力。7月11日，他隨隊獲得歐洲國家盃冠軍。

## 榮譽
佩斯卡拉：
- 意乙聯賽冠軍：2011-12
- 意乙聯賽年度最佳球員：2012

 巴黎聖日耳曼
- 法甲冠軍：2012–13, 2013–14，2015–16，2017–18，2018–19，2019–20，2021–22，2022–23
- 法國盃冠軍：2014–15, 2015–16, 2016–17, 2017–18, 2019–20, 2020–21
- 法國聯賽盃冠軍：2013–14, 2014–15, 2015–16, 2016–17, 2017–18, 2019–20
- 法國超級盃冠軍：2013, 2014, 2015, 2016, 2017, 2018, 2019, 2020, 2022

### 國家隊
意大利國家隊
- 歐洲U-21足球錦標賽亞軍：2013年
- 歐洲國家盃冠軍：2020
- 歐國聯季軍：2020–21, 2022–23

### 個人
- 布拉沃獎：2012年

### 勳章
- 5級／騎士－意大利共和國功勳騎士勳章：2021[8]

## 外部連結
- Soccerway資料庫：馬高·華拉堤
- 馬高·華拉堤在BDFutbol中的档案